# Killer Is Dead
 (juin 2016).
Si vous disposez d'ouvrages ou d'articles de référence ou si vous connaissez des sites web de qualité traitant du thème abordé ici, merci de compléter l'article en donnant les références utiles à sa vérifiabilité et en les liant à la section « Notes et références ».
Killer Is Dead est un jeu vidéo d'action développé par Grasshopper Manufacture, sorti à partir de 2013 sur Playstation 3, Xbox 360 et Windows (sous le nom de Killer Is Dead: Nightmare Edition).

## Synopsis
L'histoire s'inscrit dans un univers fantastique et futuriste (où le tourisme spatial et les améliorations humaines existent).
Une entreprise de contrat à gage recrute un nouvel agent, Mundo Zappa. Celui-ci visiblement différent des membres habituels est envoyé sur une mission particulièrement délicate pour une entrée en matière. Le contrat stipule qu'un monstre ressemblant à une femme hanterait un vieux manoir et y attaquerait les passants et habitants du village voisin... Pour remplir cette mission, il est accompagné d'une « secrétaire-coéquipière » Mika Takekawa.

## Accueil
- Jeuxvideo.com : 14/20[1]